# Leocadia Cruz Gómez
Leocadia Cruz Gómez (Cosoleacaque, Veracruz de Ignacio de la Llave, circa 1936), conocida como la tía Cayita, es una artesana mexicana que utiliza la técnica prehispánica del telar de cintura. Ha preservado esta tradición instruyendo a varias generaciones de mujeres y niñas. Es considerada una de las mejores exponentes de la expresión artesanal en la región sur del estado de Veracruz.

## Semblanza biográfica
Es de ascendencia nahua, desde los 8 años de edad comenzó a practicar la técnica del telar de cintura por enseñanza de su madre, a su vez, ella comenzó a transmitir sus conocimientos a la edad de 17 años. Durante su infancia sembraba y cosechaba el mismo algodón que utilizaba para tejer. Comenzó tejiendo sólo fajas y refajas, poco después blusas con cuello bordado desprovistas de mangas, rebozos, chales, jorongos, bolsas, estolas para sacerdotes y manteles con figuras geométricas.
Algunos de sus trabajos se conservan en el Instituto de Antropología de la Universidad Veracruzana y otros en colecciones privadas, como la del Banco Nacional de México. Ha tenido más de 1300 alumnos, ha sido instructura de la técnica que domina en la Asociación de Amigos del Museo de Arte Popular, en el Instituto Nacional de Desarrollo Social y en la Unidad Regional Acayucan de Culturas Populares. Colabora regularmente en los talleres del DIF del municipio de Cosoleacaque impartiendo su taller.

## Premios y distinciones
- Reconocimiento de la Dirección General de Culturas Populares del Instituto Nacional Indigenista por su participación en el Taller Organización para Artesano, realizado en Zaragoza, en 1999.
- Reconocimiento por la Secretaría de Cultura del Estado de Michoacán por su participación en el Segundo Encuentro Interestatal de Mujeres Artesanas, en 1998.
- Reconocimiento por el Programa de Apoyo a las Culturas Municipales y Comunitarias (PACMYC) por su colaboración en talleres infantiles en 2000.
- Premio Nacional de Ciencias y Artes en el área de Artes y Tradiciones Populares otorgado por la Secretaría de Educación Pública en 2006.[1]
- Reconocimiento en la Universidad del Golfo de México por el Instituto Veracruzano de la Mujer y el Instituto Federal Electoral en 2011.[2]
- Reconocimiento del Cuarto Festival Anual de Textiles, por más de 50 años de trayectoria en la promoción y enseñanza del tejido en telar de cintura. Otorgado por el Colectivo FATEX, el 2 de abril de 2017 en Xalapa, Ver.